# András Kappanyos

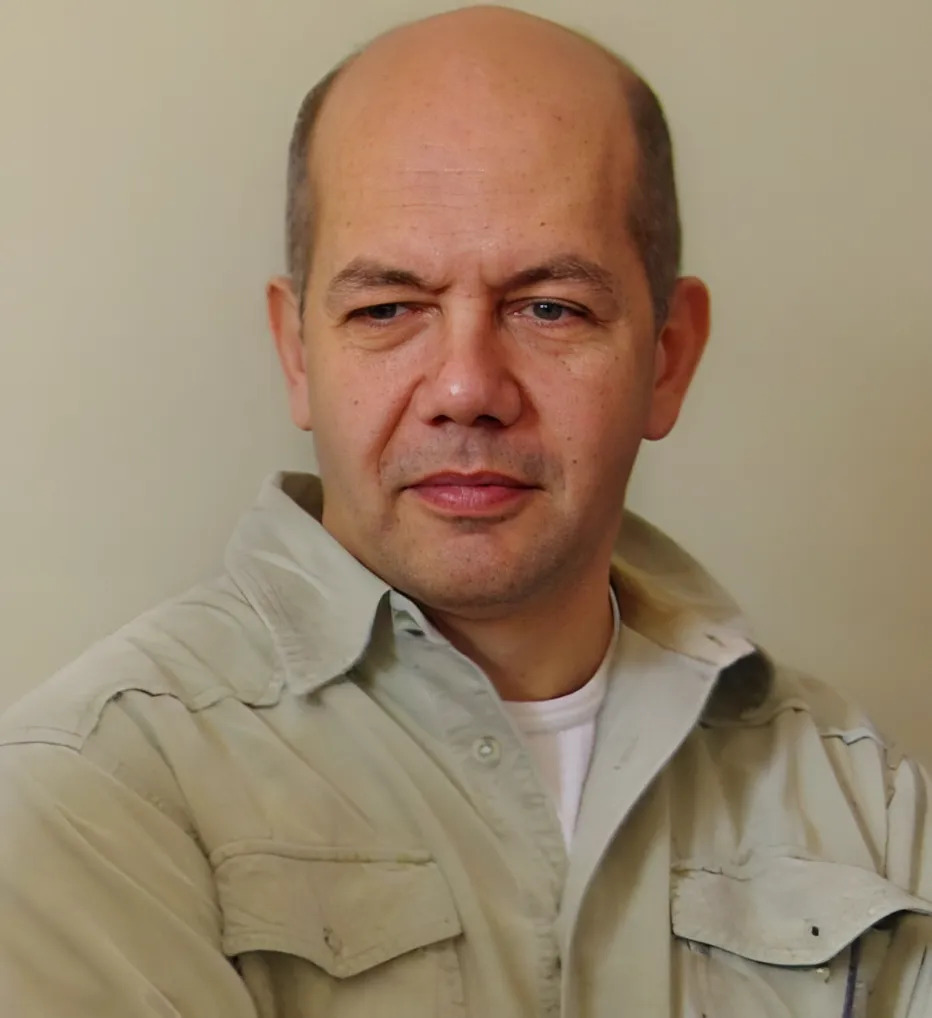
2010

András Kappanyos (ur. 10 października 1962 w Budapeszcie) – węgierski historyk literatury, tłumacz, nauczyciel akademicki. 

## Życiorys
Jako tłumacz pierwsze szlify zdobywał pod kierunkiem László Latora uczestnicząc w jego legendarnych seminariach prowadzonych na Uniwersytecie Loránda Eötvösa (ELTE) w Budapeszcie. Karierę naukową rozpoczął w 1990 roku na Uniwersytecie w Peczu w katedrze Ernő Kulcsára Szabó. Był uczestnikiem studiów podyplomowych na Uniwersytecie Oxfordzkim dzięki rocznemu stypendium fundacji George’a Sorosa. Doktorat w ramach programu English Literature obronił na ELTE, habilitację uzyskał na Uniwersytecie w Peczu. W roku 2015 obronił rozprawę z dziedziny przekładoznawstwa i uzyskał tytuł doktora Węgierskiej Akademii Nauk (węg. az MTA doktora).

## Twórczość
Jego prace z zakresu kulturoznawstwa koncentrują się wokół modernizmu oraz językowych dokonań klasycznej awangardy, głównie twórczości Lajosa Kassáka, Jamesa Joyce’a i T.S. Eliota. Zajmuje się analizą tradycji językowych modernizmu, zwłaszcza rozwojem gatunkowym poezji od Drydena po współczesną poezję pop. Jest pionierem przekładu kulturowego na Węgrzech, równocześnie wytrawnym analitykiem i wrażliwym tłumaczem tekstów literackich.
Profesor i wicedyrektor Instytutu Literaturoznawstwa BTK ELKH (dawniej Instytut Literaturoznawstwa Węgierskiej Akademii Nauk), kierownik Zakładu Współczesnej Literatury Węgierskiej, redaktor naczelny czasopisma Literatura, profesor w Instytucie Języka i Literatury Węgierskiej na Uniwersytecie w Miszkolcu, kierownik programu Przekładoznawstwa kulturowego w Szkole Doktorskiej Literaturoznawstwa Uniwersytetu w Miszkolcu. W latach 2015–16 był profesorem wizytującym Ranki Chair na Indiana University Bloomington.

## Ważniejsze publikacje
- Kétséges egység – Az átokföldje, és amit tehetünk vele (2001)
- A magyar irodalom képes atlasza (2008)
- Tánc az élen – Ötletek az avantgárdról (2008)
- Ulysses – Műelemzések (2011)
- Hová tűnt a huszadik század? (2013)
- Bajuszbögre, lefordítatlan – Műfordítás, adaptáció, kulturális transzfer (2015)
- Túl a sövényen (2021)

## Wybrane przekłady
- Kurt Vonnegut: Kékszakáll (1991, oryg. Bluebeard)
- T. S. Eliot: Elveszett költemények (1997, wiersze)
- James Joyce: Száműzöttek (2001, oryg. Exiles)
- James Joyce: Kisebb művek (2002, wybrane utwory)
- Carol Ann Duffy: A világ felesége (2006, oryg. The World’s Wife)
- James Joyce: Kiadatlan írások (2006, wybór esejów i listów)
- James Joyce: Stephen Hero (2008, 2022)
- James Joyce: Ulysses (2012, współautorzy przekładu: Marianna Gula, Gábor Zoltán Kiss oraz Dávid Szolláth)
- Sarah Kane, dramaty i wiersze